# En français, messieurs
Pour plus de détails, voir Fiche technique et Distribution.
En français, messieurs (titre original : French Without Tears) est un film britannique réalisé par Anthony Asquith, sorti en 1940.

## Synopsis
Le Professeur Maingot tient une école destinée à un apprentissage intensif du français à destination des gentlemen anglais. Lorsque la jolie Diana Lake arrive en France pour rendre visite à son frère, ces gentlemen sont tous sous son charme, sauf Alan Howard.

## Fiche technique
- Titre original : French Without Tears
- Titre français : En français, messieurs ou L'Écurie Watson
- Réalisation : Anthony Asquith
- Scénario : Anatole de Grunwald, Ian Dalrymple, d'après la pièce French Without Tears de Terence Rattigan
- Photographie : Bernard Knowles
- Montage : David Lean
- Musique : Nicholas Brodszky, Clive Richardson
- Direction artistique : Paul Sheriff
- Costumes : Joe Strassner
- Son : Alex Fisher
- Producteur : Mario Zampi
- Société de production : Two Cities Films
- Société de distribution : Paramount British Pictures
- Assistant réalisateur : Teddy Baird
- Pays d'origine :  Royaume-Uni
- Langue originale : anglais
- Format : Noir et blanc  — 35 mm — 1,37:1 — son mono
- Genre : Comédie romantique
- Durée : 86 minutes
- Dates de sortie : 
  - Royaume-Uni : 24 février 1940
  - France : 20 mars 1940
  - États-Unis : 28 avril 1940

## Distribution
- Ray Milland : Alan Howard
- Ellen Drew : Diana Lake
- Janine Darcey : Jacqueline Maingot
- David Tree : Chris Neilan
- Roland Culver : Commander Bill Rogers
- Guy Middleton : Brian Curtis
- Kenneth Morgan : Kenneth Lake
- Margaret Yarde : Marianne
- Toni Gable : Chi-Chi
- Jim Gérald : Professeur Maingot